# Аквилония
Аквилония (итал. Aquilonia) — город в Италии, расположен в регионе Кампания, подчинён административному центру Авеллино.
Население составляет 2 074 человека, плотность населения составляет 38 чел./км². Занимает площадь 55 км². Почтовый индекс — 83041. Телефонный код — 00827.
Покровителем города почитается святой Вит. Праздник города ежегодно празднуется 9 мая и 15 июня.

## Города-побратимы
- Камбьяно, Италия
- Караманья-Пьемонте, Италия
- Монтклэр, США